# Quận Polk, Florida
Quận Polk là một quận thuộc tiểu bang Florida, Hoa Kỳ. Quận lỵ đóng ở Bartow6, thành phố lớn nhất là Lakeland. Trung tâm dân số của Florida nằm ở thành phố Lake Wales.
Dân số theo điều tra năm 2000 của Cục điều tra dân số Hoa Kỳ là 438.924 người, dân số năm 2006 ước tính là 561.606 người Ước tính đến thời điểm tháng 7 năm 2009 thì quận có dân số 583.403 người..

## Địa lý
Theo Cục điều tra dân số Hoa Kỳ, quận này có diện tích 5206 km2, trong đó có 351 km2 là diện tích mặt nước.